# Dobd be magad!
A Dobd be magad! (eredeti cím: Just Roll with It) 2019 és 2021 között vetített amerikai televíziós vígjáték, amelynek alkotója Adam Small és Trevor Moore. A főbb szerepekben Tobie Windham, Suzi Barrett, Ramon Reed, Kaylin Hayman és JC Currais látható.  
Amerikában a Disney Channel tűzte műsorra 2019. június 14-én. Magyarországon szintén a Disney Channel mutatta be 2020. március 16-án.

## Ismertető
A Bennett-Blatt családnak az Ohio állambeli Akronban élik mindennapjaikat. Amikor ködkürt hallatszik, akkor színészek kibujnak a szerepükből és az stúdió közönsége eldönti, mi történik ezután. Innentől kezdve a közönség szavazhat arról, hogy mi történjen a családdal, és bizonyos jelenetek során három lehetőség közül választhatnak. Ha két lehetőség között döntetlen van, akkor mindkettőre sor kerül.

## Szereplők

### Főszereplők
| Szereplő             | Színész       | Magyar hang              |
| -------------------- | ------------- | ------------------------ |
| Byron Blatt          | Tobie Windham | Renácz Zoltán            |
| Rachel Bennett-Blatt | Suzi Barrett  | Andrádi Zsanett          |
| Owen Blatt           | Ramon Reed    | Mayer Marcell (1. évad)  |
| Owen Blatt           | Ramon Reed    | Maszlag Bálint (2. évad) |
| Blair Bennett        | Kaylin Hayman | Kobela Kira              |
| Gator                | JC Currais    | Varga Rókus              |

### Mellékszereplők
| Szereplő         | Színész           | Magyar hang            |
| ---------------- | ----------------- | ---------------------- |
| Ruth             | Candace Kozak     | Mayer Szonja (1. évad) |
| Ruth             | Candace Kozak     | Boldog Emese (2. évad) |
| Mr. Penworth     | Michael Lanahan   | Bor László             |
| George Bennett   | John Ratzenberger | Kajtár Róbert          |
| Skeeter Swindell | Jason Earles      | Seszták Szabolcs       |

## Epizódok
| Évad | Évad | Epizódok | Eredeti sugárzás  | Eredeti sugárzás | Magyar sugárzás   | Magyar sugárzás |
| Évad | Évad | Epizódok | Évadpremier       | Évadfinálé       | Évadpremier       | Évadfinálé      |
| ---- | ---- | -------- | ----------------- | ---------------- | ----------------- | --------------- |
|      | 1    | 22       | 2019. június 14.  | 2020. március 8. | 2020. március 16. | 2020. június 5. |
|      | 2    | 21       | 2020. március 15. | 2021. május 14.  | 2021. február 1.  | 2021. május 28. |

### 1. évad
| #   | #   | Eredeti cím                                  | Magyar cím                                | Rendezte              | Írta                                     | Eredeti premier      | Magyar premier       |
| --- | --- | -------------------------------------------- | ----------------------------------------- | --------------------- | ---------------------------------------- | -------------------- | -------------------- |
| 1.  | 1.  | Career Day Catastrophe                       | Karriernapi katasztrófa                   | James Widdoes         | Trevor Moore és Adam Small               | 2019. június 14.     | 2020. március 16.    |
| 2.  | 2.  | The Birthday War                             | Szülinap-háború                           | Jon Rosenbaum         | Trevor Moore és Adam Small               | 2019. június 19.     | 2020. március 17.    |
| 3.  | 3.  | Blair Gets Grounded                          | Blair szobafogságban                      | Leonard R. Garner Jr. | Trevor Moore és Adam Small               | 2019. június 26.     | 2020. március 18.    |
| 4.  | 4.  | No Thank You for Your Service                | Nem köszönöm a szolgálatodat!             | Robbie Countryman     | Desirée Proctor és Erica Harrell         | 2019. július 3.      | 2020. március 19.    |
| 5.  | 5.  | Date Fright                                  | Randi frász                               | Wendy Faraone         | Brandon Cohen                            | 2019. július 10.     | 2020. március 20.    |
| 6.  | 6.  | Karate Wars IV: Dawn of the Karate Wars      | Karate háború IV: A karate háború hajnala | Leonard R. Garner Jr. | Sam Miller                               | 2019. július 17.     | 2020. március 23.    |
| 7.  | 7.  | The Elevator                                 | A lift                                    | Trevor Kirschner      | Trevor Moore és Adam Small               | 2019. július 24.     | 2020. március 24.    |
| 8.  | 8.  | Bringing Up Toilet                           | A jövő vécéje                             | Wendy Faraone         | Jessica Kaminsky                         | 2019. szeptember 13. | 2020. március 25.    |
| 9.  | 9.  | General Nuisance                             | Katona dolog                              | Leonard R. Garner Jr. | Calise Hawkins                           | 2019. szeptember 20. | 2020. március 26.    |
| 10. | 10. | And Gator Makes Five                         | Gatornek mennie kell                      | Wendy Faraone         | Trevor Moore és Adam Small               | 2019. szeptember 27. | 2020. március 27.    |
| 11. | 11. | You Decide LIVE!                             |                                           | Sandra Restrepo       | Trevor Moore és Adam Small               | 2019. október 4.     |                      |
| 12. | 12. | Root of All Fears                            | A rettegés foka                           | Wendy Faraone         | Phillip Walker                           | 2019. október 11.    | 2020. május 25.      |
| 13. | 13. | The Tutor                                    | A matektanár                              | Robbie Countryman     | Lee House                                | 2019. október 18.    | 2020. május 26.      |
| 14. | 14. | Snow Way Out                                 |                                           | Adam Small            | Jonathan De Weerd és Keerthi Harishankar | 2019. október 25.    | 2020. május 27.      |
| 15. | 15. | Gator's Reunion                              |                                           | Trevor Moore          | Trevor Moore és Adam Small               | 2019. november 1.    | 2020. május 28.      |
| 16. | 16. | The Big Sneak                                | Cselszövésre fel                          | Wendy Faraone         | Jessica Kaminsky                         | 2019. november 15.   | 2020. június 1.      |
| 17. | 17. | Family Squabbles                             | Családok csatája                          | Wendy Faraone         | Trevor Moore és Adam small               | 2019. november 22.   | 2020. május 29.      |
| 18. | 18. | Owenfest                                     |                                           | Robbie Countryman     | Brandon Cohen                            | 2019. november 29.   | 2020. június 2.      |
| 19. | 19. | Merry Christmas, Mr. Gooch                   |                                           | Trevor Moore          | Trevor Moore és Adam Small               | 2019. december 6.    | 2020. szeptember 14. |
| 20. | 20. | Owen and Blair in the Morning                | Owen és Blair reggeli műsora              | Trevor Kirschner      | Trevor Moore és Adam Small               | 2020. február 23.    | 2020. június 3.      |
| 21. | 21. | The People vs. Blair Bennett                 |                                           | Trevor Moore          | Trevor Moore és Adam Small               | 2020. március 1.     | 2020. június 4.      |
| 22. | 22. | Byron & the Gator: The Far Side of the World |                                           | Kelly Park            | Trevor Moore és Adam Small               | 2020. március 8.     | 2020. június 5.      |

### 2. évad
| #   | #   | Eredeti cím                                      | Magyar cím                                       | Rendezte               | Írta                             | Eredeti premier    | Magyar premier    |
| --- | --- | ------------------------------------------------ | ------------------------------------------------ | ---------------------- | -------------------------------- | ------------------ | ----------------- |
| 23. | 1.  | Grandpa Moves In                                 | Nagyapa beköltözik                               | Leonard R. Garner Jr.  | Trevor Moore és Adam Small       | 2020. március 15.  | 2021. február 1.  |
| 24. | 2.  | The Most Brilliant Blair in the World            | Blair, a zseni                                   | Leonard R. Garner Jr.  | Jessica Kaminsky                 | 2020. március 22.  | 2021. február 2.  |
| 25. | 3.  | The Great Coconuts Caper                         | Az öreg Kókusz                                   | Robbie Countryman      | Brandon Cohen                    | 2020. március 29.  | 2021. február 3.  |
| 26. | 4.  | Grandpa Gets Grounded                            | Nagyapa szobafogságon                            | Robbie Countryman      | Phillip Walker                   | 2020. április 5.   | 2021. február 4.  |
| 27. | 5.  | Grandma & Grandpa Sittin' in a Tree              | Nagyszülő csapda                                 | Wendy Faraone          | Trevor Moore és Adam Small       | 2020. április 19.  | 2021. február 5.  |
| 28. | 6.  | Aliens Among Us                                  | Jönnek az űrlények                               | Danielle Fishel        | Marisol Diaz                     | 2020. október 16.  | 2021. május 17.   |
| 29. | 7.  | Shayna Pennsylvania                              | Shayna Pennsylvania                              | Wendy Faraone          | Trevor Moore és Adam Small       | 2020. október 23.  | 2021. február 10. |
| 30. | 8.  | The Preventers Directive                         | Az elhárító törzs                                | Wendy Faraone          | Trevor Moore és Adam Small       | 2020. november 6.  | 2021. február 8.  |
| 31. | 9.  | The Preventers Directive: Part Two: The End Part | Az elhárító törzs: második rész: a befejező rész | Trevor Moore           | Trevor Moore és Adam Small       | 2020. november 13. | 2021. február 9.  |
| 32. | 10. | Owen's Bromance                                  | Owen új haverja                                  | Wendy Faraone          | Erica Eastrich                   | 2020. november 20. | 2021. február 11. |
| 33. | 11. | Maybe Baby                                       | Jön a baba?                                      | Adam Small             | Laura Moses                      | 2020. november 27. | 2021. február 12. |
| 34. | 12. | The Most Wonderful Crime of the Year             |                                                  | Trevor Moore           | Trevor Moore és Adam Small       | 2020. december 11. | 2021. május 17.   |
| 35. | 13. | Just Reminisce with It!                          | Szép emlékek                                     | Allison Scagliotti     | Jared Logan                      | 2021. március 19.  | 2021. május 18.   |
| 36. | 14. | Warlock World: War of the Warlocks               | Varázslók világa: Varázslatos világ              | Allison Scagliotti     | Desiree Proctor és Erica Harrell | 2021. március 26.  | 2021. május 19.   |
| 37. | 15. | A League of Their Own                            | Az évszázad összecsapása                         | Wendy Faraone          | Marina Quintero                  | 2021. április 2.   | 2021. május 20.   |
| 38. | 16. | The Great Switchy Witchy                         | A nagy csere                                     | Wendy Faraone          | Marie Cheng                      | 2021. április 9.   | 2021. május 21.   |
| 39. | 17. | In da Club                                       | Klub kavar                                       | Adam Small             | Jonathan De Weerd                | 2021. április 16.  | 2021. május 24.   |
| 40. | 18. | The Blair Crush Project                          |                                                  | Kim Wayans             | Jessica Kaminsky                 | 2021. április 23.  | 2021. május 25.   |
| 41. | 19. | Blair Bennett - Child Activist                   |                                                  | Kelly Elizabeth Jensen | Brandon Cohen                    | 2021. április 30.  | 2021. május 26.   |
| 42. | 20. | Lightning and Lockdown                           |                                                  | Robbie Countryman      | Trevor Moore és Adam Small       | 2021. május 7.     | 2021. május 27.   |
| 43. | 21. | Before the Beginning                             |                                                  | Robbie Countryman      | Trevor Moore és Adam Small       | 2021. május 14.    | 2021. május 28.   |

## Gyártás
2018. október 24-én a Disney Channel bejelentette, hogy berendelte Dobd be magad! sorozatot. Adam Small és Trevor Moore alkotta. A sorozat gyártója a Kenwood TV Productions. Az első évad premierje 2019. június 19-én volt.
2019. augusztus 28-án bejelentették, hogy 2019. október 4-én különleges epizódot mutatnak be. Issac Ryan Brown, Ruby Rose Turner és Ruth Righi mellett , Raven-Symoné és Miranda May is fetünik benne.
2019. szeptember 10-én bejelentették, a második évadot. A második évad gyártása 2019 szeptemberében kezdődött.